# El Caixot
El Caixot és una cova del terme de Conca de Dalt, al Pallars Jussà, dins de l'antic terme de Toralla i Serradell, en l'àmbit del poble de Toralla.
Està situada a ponent de Toralla, en la cinglera que mira al nord-est del vessant septentrional de la Serra de Sant Salvador, al nord-est de l'Arreposador i de la Cova de Toralla.